# (33349) 1998 XF72
1998 XF72 (asteroide 33349) é um asteroide da cintura principal. Possui uma excentricidade de 0.10568350 e uma inclinação de 8.05903º.
Este asteroide foi descoberto no dia 14 de dezembro de 1998 por LINEAR em Socorro.